# 별이 빛나는 밤
《별이 빛나는 밤》(영어: The Starry Night)은 네덜란드의 화가 고흐의 가장 널리 알려진 사진이자 정신병을 앓고 있을 당시 그가 그린 그림이다. 1889년 생레미의 정신병원에서 고흐는 정신적 질환으로 인한 고통을 떠올려 그림 속의 소용돌이가 생겨났다.
고흐의 대표작 중 하나로 꼽히는 《별이 빛나는 밤》은 그가 폴 고갱과 다툰 뒤 스스로 귀를 자른 사건 이후, 생레미의 요양원에 있을 때 그린 것이다. 그는 병실 밖으로 내다보이는 밤 풍경을 결합시켜 그렸는데, 이는 자연에 대한 나의 내적이고 주관적인 표현을 구현하고 있다.나에게 밤하늘은 무한함을 주는 대상이었고, 이보다 먼저 제작된 아를에서의 《밤의 카페 테라스》나 《론강의 밤이 빛나는 별》에서도 별이 반짝이는 밤의 정경을 다루었다. 현재 이 그림은 1972년부터 근대미술관에서 상설 작품으로 전시되고 있다.
비연속적이고 동적인 터치로 그려진 하늘은 굽이치는 두꺼운 붓놀림으로 사이프러스와 연결되고, 그 아래의 마을은 대조적으로 고요하고 평온한 상태를 보여준다. 교회 첨탑은 그의 고향인 네덜란드를 연상시킨다. 그는 병실 밖으로 내다보이는 밤 풍경을 상상과 결합시켜 그렸는데, 이는 자연에 대한 고흐의 내적이고 주관적인 표현을 구현하고 있다. 수직으로 높이 뻗어 땅과 하늘을 연결하는 사이프러스는 전통적으로 무덤이나 애도와 연관된 나무지만, 고흐는 지옥을 불길하게 보지 않았다고 한다.
몇몇 천문학자들은 이 작품의 별들이 실제 밤하늘의 별들이라고 설명한다. 당시 양자리의 별들과 금성, 그리고 달이 그림처럼 위치할 수 있다고 한다. 일반적으로 고흐가 정신병원의 아침실의 창을 통해 본 밤하늘에서 영감을 얻었다고 생각하지만 일부에서는 이 그림에 나타난 11개의 별은 고흐가 성서 창세기 37장에 나오는 ‘열 별’에서 영감을 얻은 것이라고 주장한다고 한다.빈센트 반 고흐의 작품 중 가장 유명한 작품이다